# Соняшник

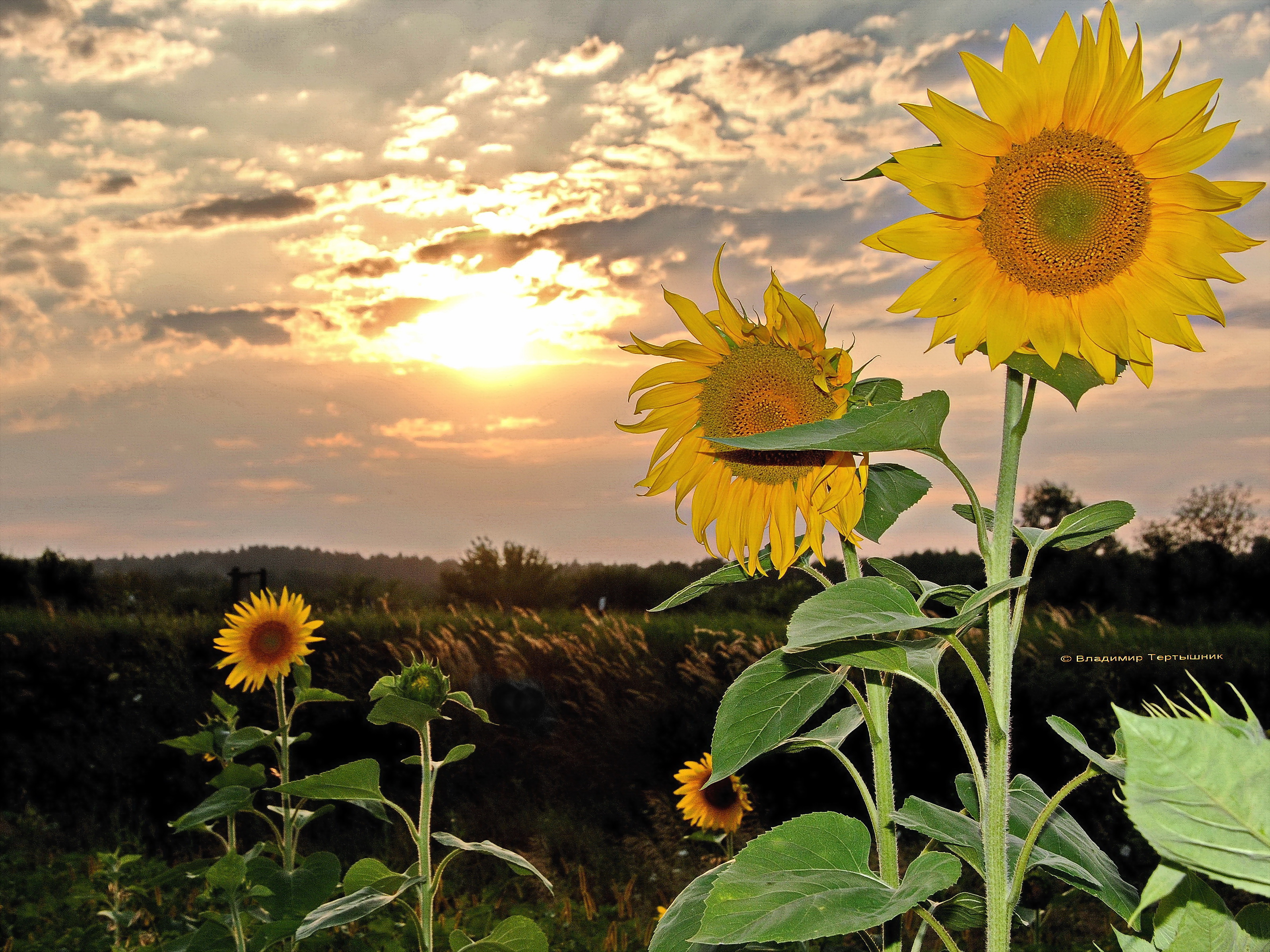
Соняшник на заході сонця.

Со́няшник (Helianthus L.) — рід рослин родини айстрових. Містить приблизно 54 види, родом із Північної Америки.

## Загальні відомості
Батьківщиною соняшника однорічного є долина Міссісіпі — сучасні Арканзас і Теннесі (США). Місцеві індіанці вшановували його як священну рослину. Але водночас використовували й у суто практичних цілях — їли насіння, перемелювали його на борошно і пекли коржі, застосували як ліки, виробляли фарбу тощо. Добували з соняшника й олію.
Жителі Мексики познайомилися із соняшником лише через кілька століть. І зацікавилися вони ним насамперед як великою красивою квіткою, яку називали «чимальсучітль» або «чимальакатль» — відповідно «квіткою-щитом» або «тростиною-щитом» мовою науа. Втім, це було не просто милування: як і інші квітки, «чимальсучітль» був і символом влади, принаймні на зображеннях правителів, які дійшли до нас.
Не пізніше 1510 року іспанці привезли соняшник до Європи. Рослину висадили в ботанічному саду Мадрида як декоративну, а звідти вона поширилась садами та парками всієї Європи.
Першим соняшник описав іспанський торговець і за сумісництвом лікар та ботанік Ніколас Монардес в 1568 році. За десять років його книжку переклали англійською, і вже невдовзі соняшник потрапив на Британські острови.
Оскільки відомостей про те, як використовували цю рослину індіанці, було небагато, європейці самі вишукували способи його використання. Італієць Джакомо Кортузо пропонував готувати голівки соняшника як артишоки, англієць Джон Евелін здогадався робити із соняшникового насіння борошно й пекти з нього печиво, фламандець Ремберт Додунс рекомендував «перуанську хризантему» як афродизіак. Іспанський король Філіпп II спрямував до Нового Світу свого придворного вченого Франсіско де Толедо, аби той спростував або підтвердив чутки про соняшник, — і дослідник доповів, що тубільці і справді використовують його як засіб, що розпалює кохання, а принагідно ще й притлумлює біль у грудях.
Американська квітка перетворилась на символ палкої пристрасті й водночас вірності — і в цьому образі потрапила на картини фламандських художників. Антоніс ван Дейк, який працював при дворі англійського короля Карла I, зробив на початку 17 сторіччя кілька портретів із соняшником, зокрема й власний. Невдовзі в країні спалахнула революція, володаря стратили, і квітка перетворилася на символ монархії, принаймні серед тих, хто зберігав їй вірність. «Королівською квіткою» соняшник став і у Франції, адже її володаря Людовика XIV піддані, не без підлабузництва, називали «королем-сонцем».
При цьому європейці не втрачали надії віднайти для рослини й цілком приземлене застосування. Уже 1716 року в Британії був запатентований спосіб отримання «квінтесенції» соняшникового насіння, тобто олії (щоправда технічної, не для вживання в їжу). У Німеччині його пробували смажити й заварювати замість кави, але зрештою віддали перевагу практичнішому цикорію. У Східній Європі, і в Україні зокрема, насіння просто лузали. 1829 року російський селянин Данило Бокарьов започаткував промислове виробництво соняшникової олії. Тепер соняшникова олія в Україні є найкращим харчовим продуктом як у непереробленому, так і переробленому (маргарин) вигляді.
Її використовують для технічних потреб (у процесі виготовлення мила, лаків, фарб, лінолеуму тощо).
Соняшник — цінна культура в плодозміні. Медонос. Є і декоративні форми соняшника.
Поширена технічна і сільськогосподарська культура, широко культивується на півдні України; основна олійна культура України.

## Види

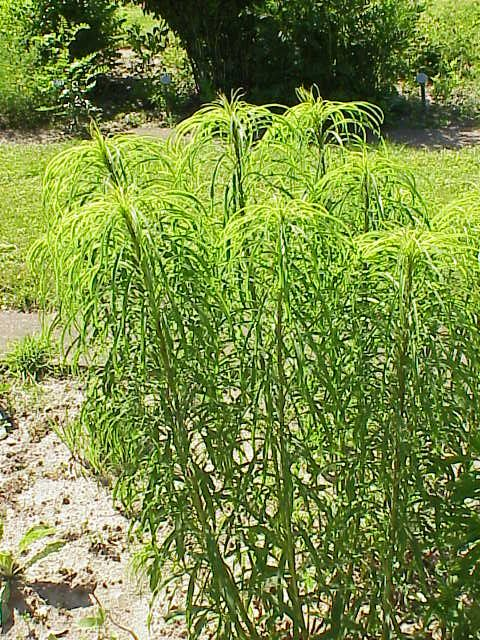
Helianthus salicifolius

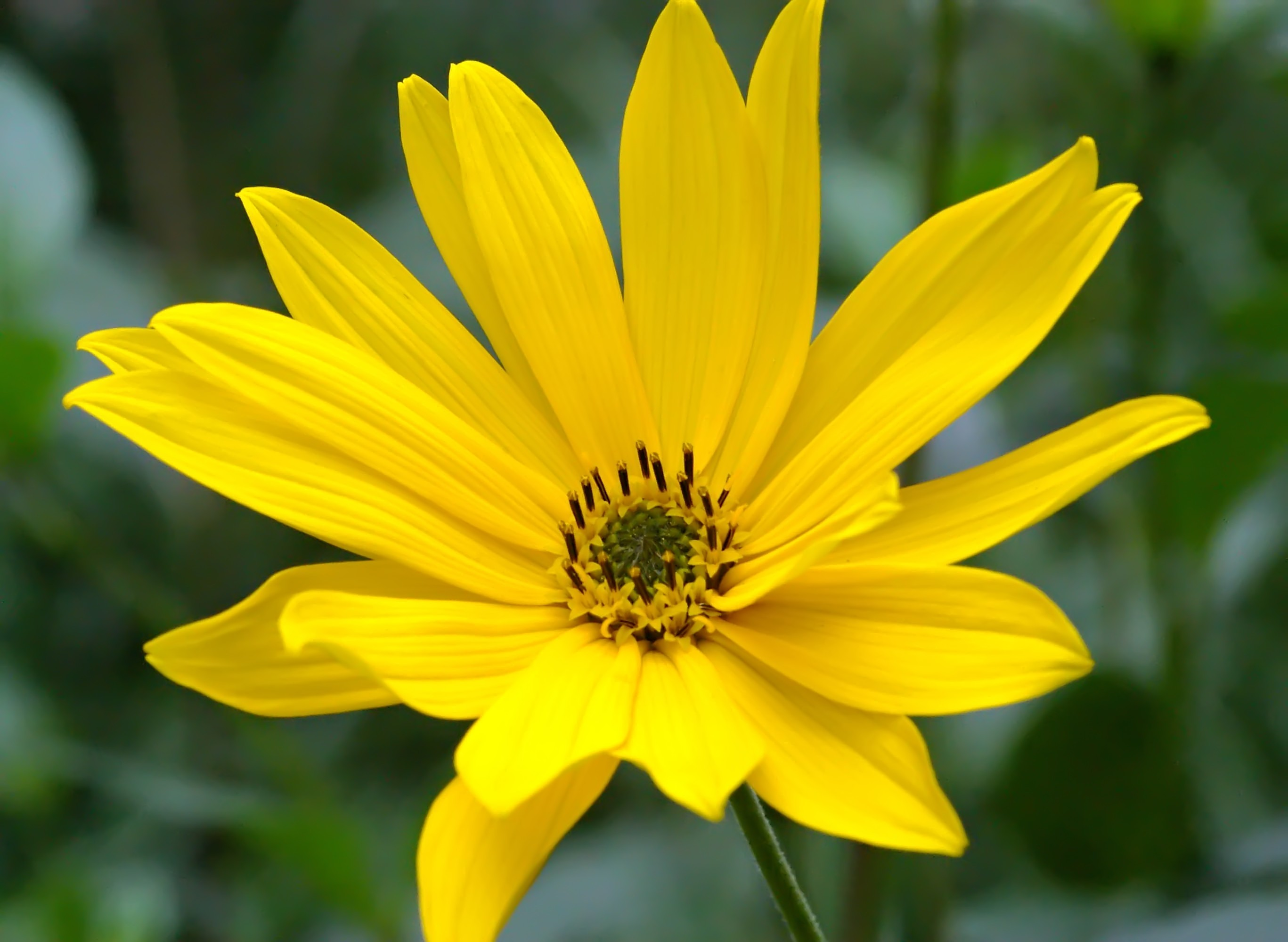
Helianthus tuberosus

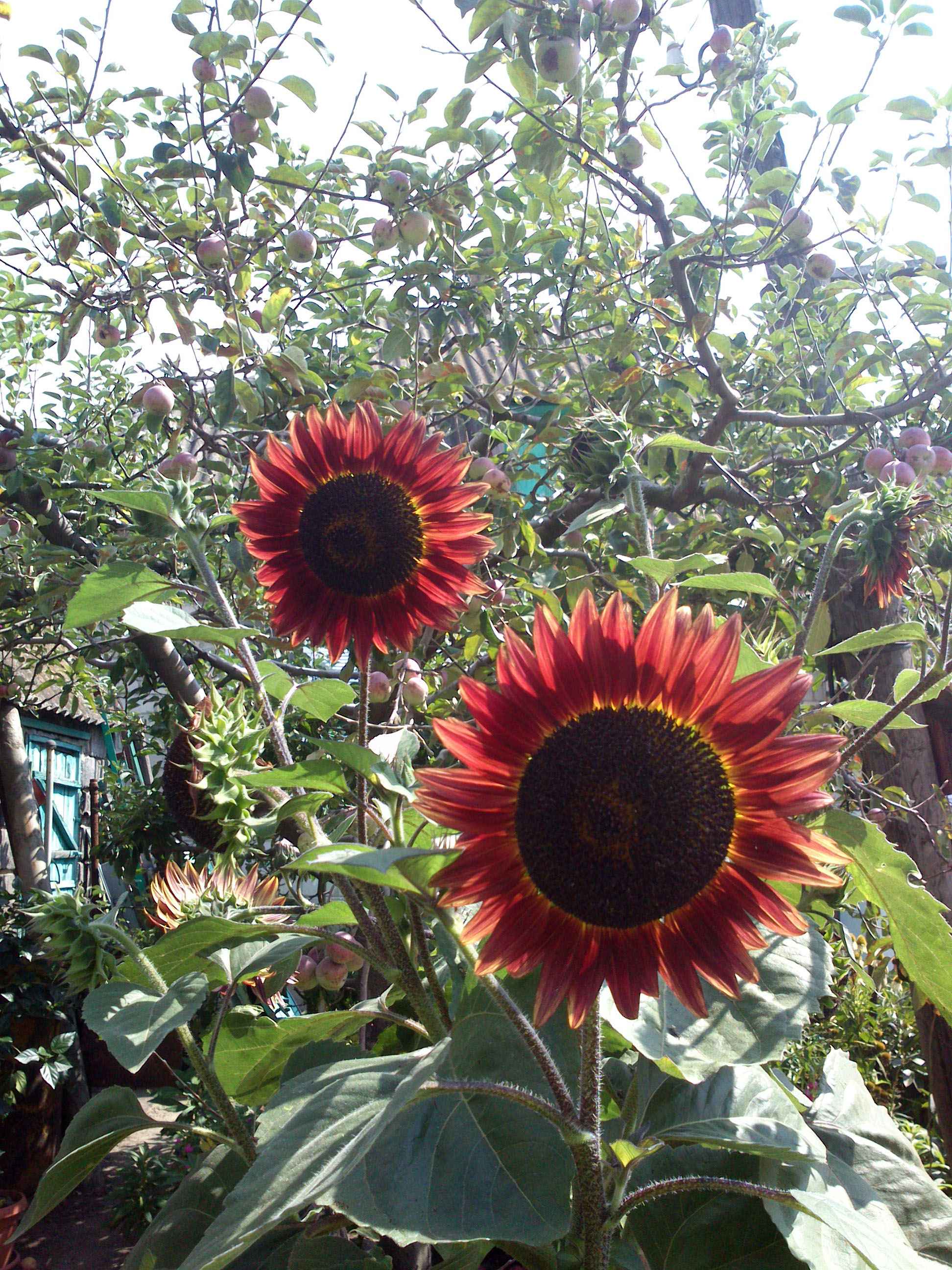
соняшник декоративний

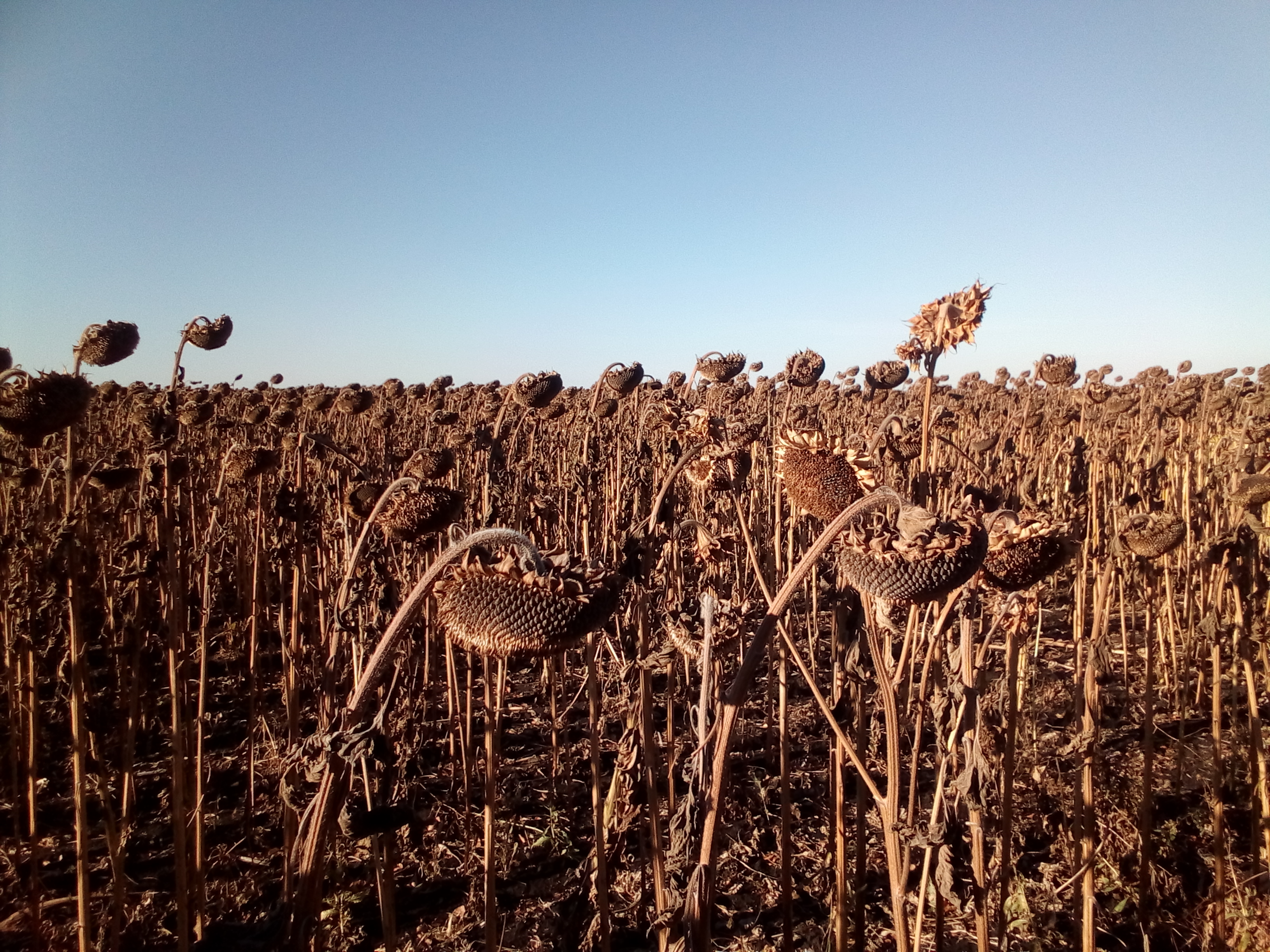
Соняшник достиглий. Осінь.

- Helianthus agrestis Pollard
- Helianthus angustifolius L.
- Helianthus annuus — соняшник звичайний
- Helianthus anomalus S.F.Blake
- Helianthus argophyllus Torr. & A.Gray
- Helianthus arizonensis R.C.Jacks.
- Helianthus atrorubens L.
- Helianthus bolanderi A.Gray
- Helianthus californicus DC.
- Helianthus carnosus Small
- Helianthus ciliaris DC.
- Helianthus cusickii A.Gray
- Helianthus debilis Nutt.
- Helianthus decapetalus L.
- Helianthus deserticola Heiser
- Helianthus devernii T.M.Draper
- Helianthus dissectifolius R.C.Jacks.
- Helianthus divaricatus L.
- Helianthus eggertii Small
- Helianthus exilis A.Gray
- Helianthus floridanus A.Gray ex Chapm.
- Helianthus giganteus L.
- Helianthus glaucophyllus D.M.Sm
- Helianthus gracilentus A.Gray
- Helianthus grosseserratus M.Martens
- Helianthus heterophyllus Nutt.
- Helianthus hirsutus Raf.
- Helianthus inexpectatus D.J.Keil & Elvin
- Helianthus laciniatus A.Gray
- Helianthus laevigatus Torr. & A.Gray
- Helianthus longifolius Pursh
- Helianthus maximiliani Schrad.
- Helianthus microcephalus Torr. & A.Gray
- Helianthus mollis Lam.
- Helianthus neglectus Heiser
- Helianthus niveus (Benth.) Brandegee
- Helianthus nuttallii Torr. & A.Gray
- Helianthus occidentalis Riddell
- Helianthus paradoxus Heiser
- Helianthus pauciflorus Nutt.
- Helianthus petiolaris Nutt.
- Helianthus porteri (A.Gray) Pruski
- Helianthus praecox Engelm. & A.Gray
- Helianthus pumilus Nutt.
- Helianthus radula (Pursh) Torr. & A.Gray
- Helianthus resinosus Small
- Helianthus salicifolius A.Dietr. — соняшник верболистий
- Helianthus schweinitzii Torr. & A.Gray
- Helianthus silphioides Nutt.
- Helianthus simulans E.Watson
- Helianthus smithiorum Heiser
- Helianthus strumosus L.
- Helianthus tuberosus L. — соняшник бульбистий
- Helianthus verticillatus Small[4][5]
- Helianthus winteri J.C.Stebbins

### Рослини, що раніше класифікували як соняшники
- Flourensia thurifera (Molina) DC. (as H. thurifer Molina)
- Helianthella quinquenervis (Hook.) A.Gray (as H. quinquenervis Hook.)
- Helianthella uniflora var. uniflora (as H. uniflorus Nutt.)
- Pappobolus imbaburensis (Hieron.) Panero (as H. imbaburensis Hieron.)
- Tithonia rotundifolia (Mill.) S.F.Blake (as H. speciosus Hook.)
- Viguiera procumbens (Pers.) S.F.Blake (as H. procumbens Pers.)[4]

## Опис рослини
Коренева система сильно розвинена.

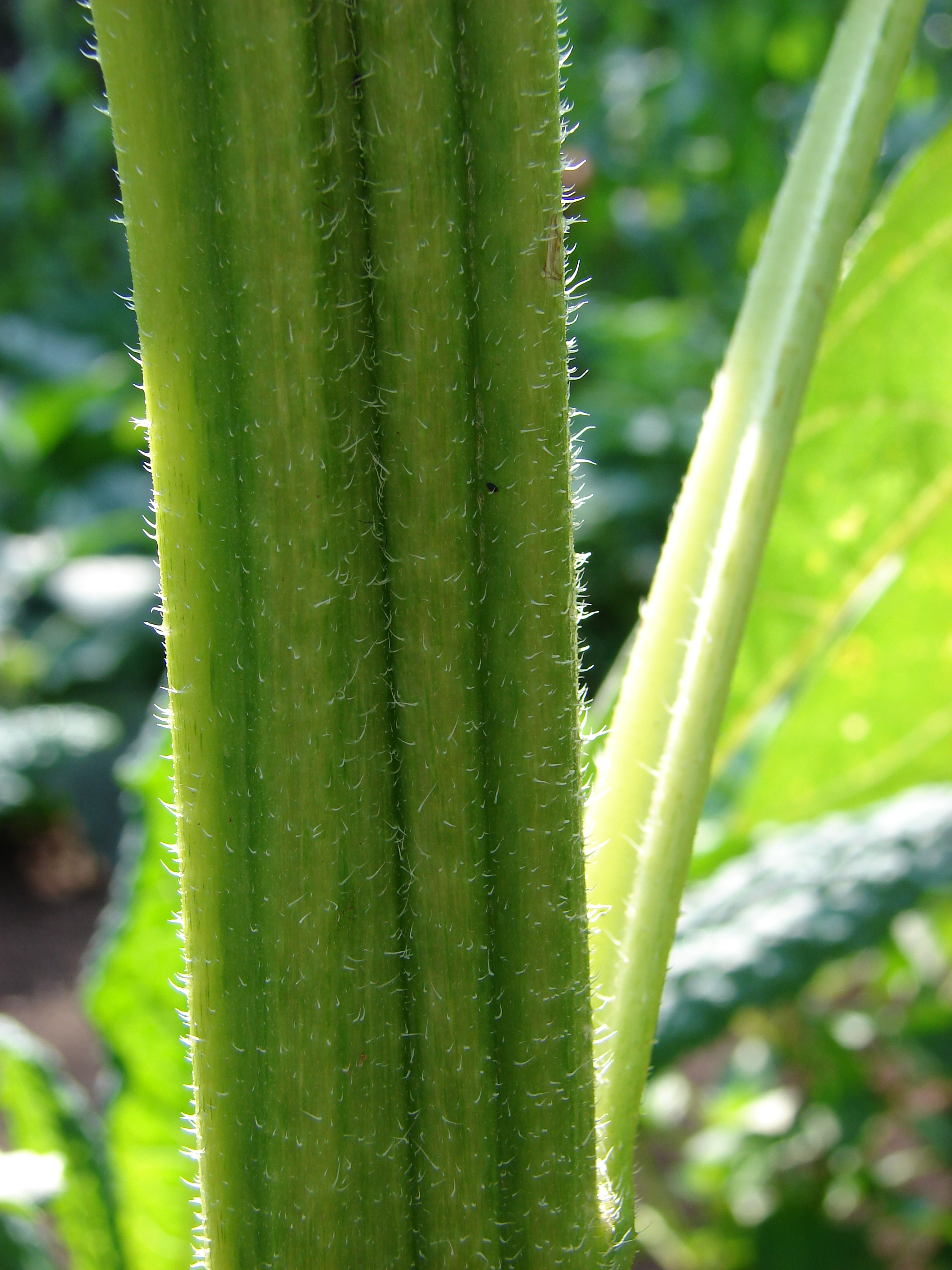
Стебло

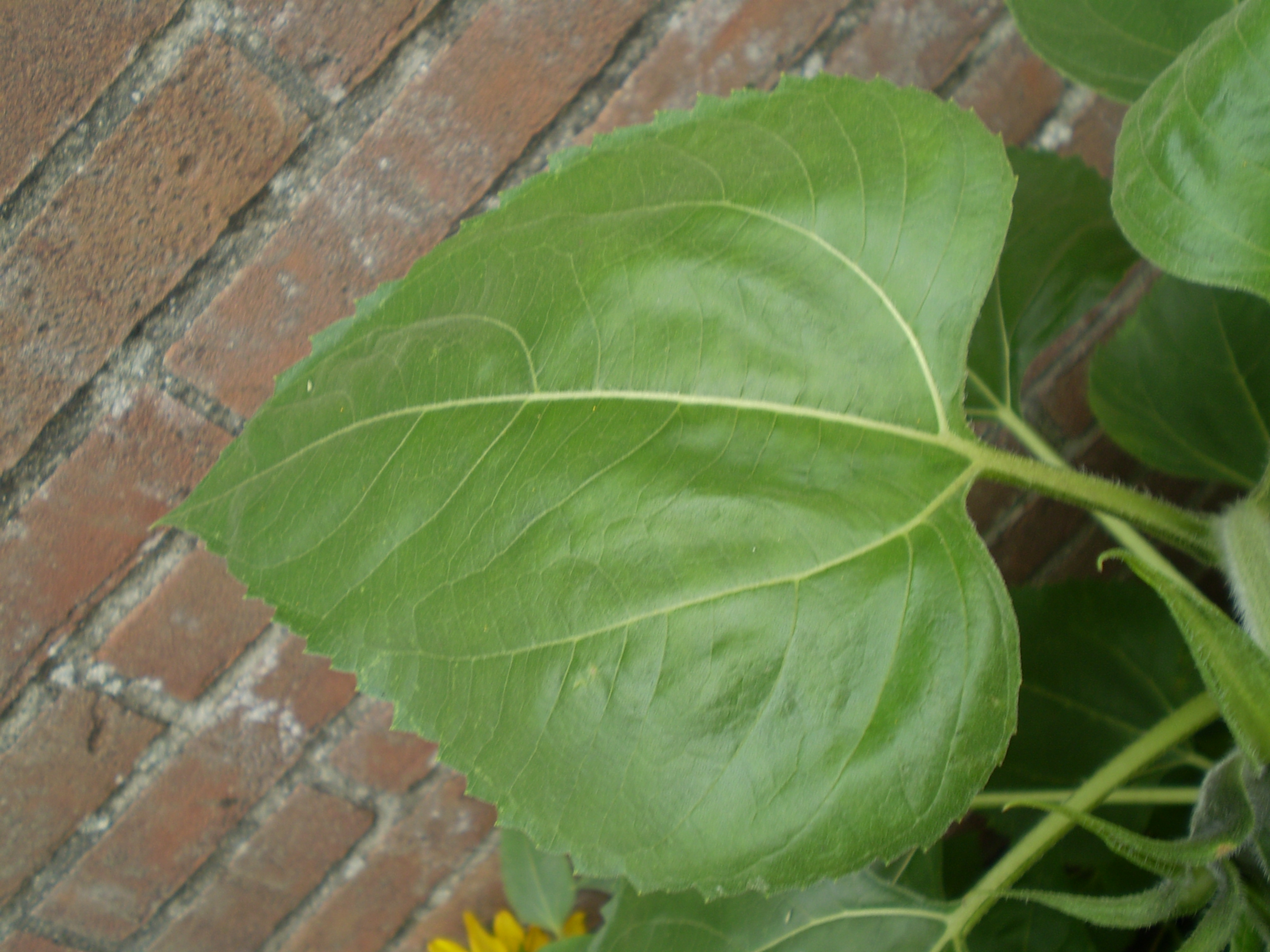
Листя

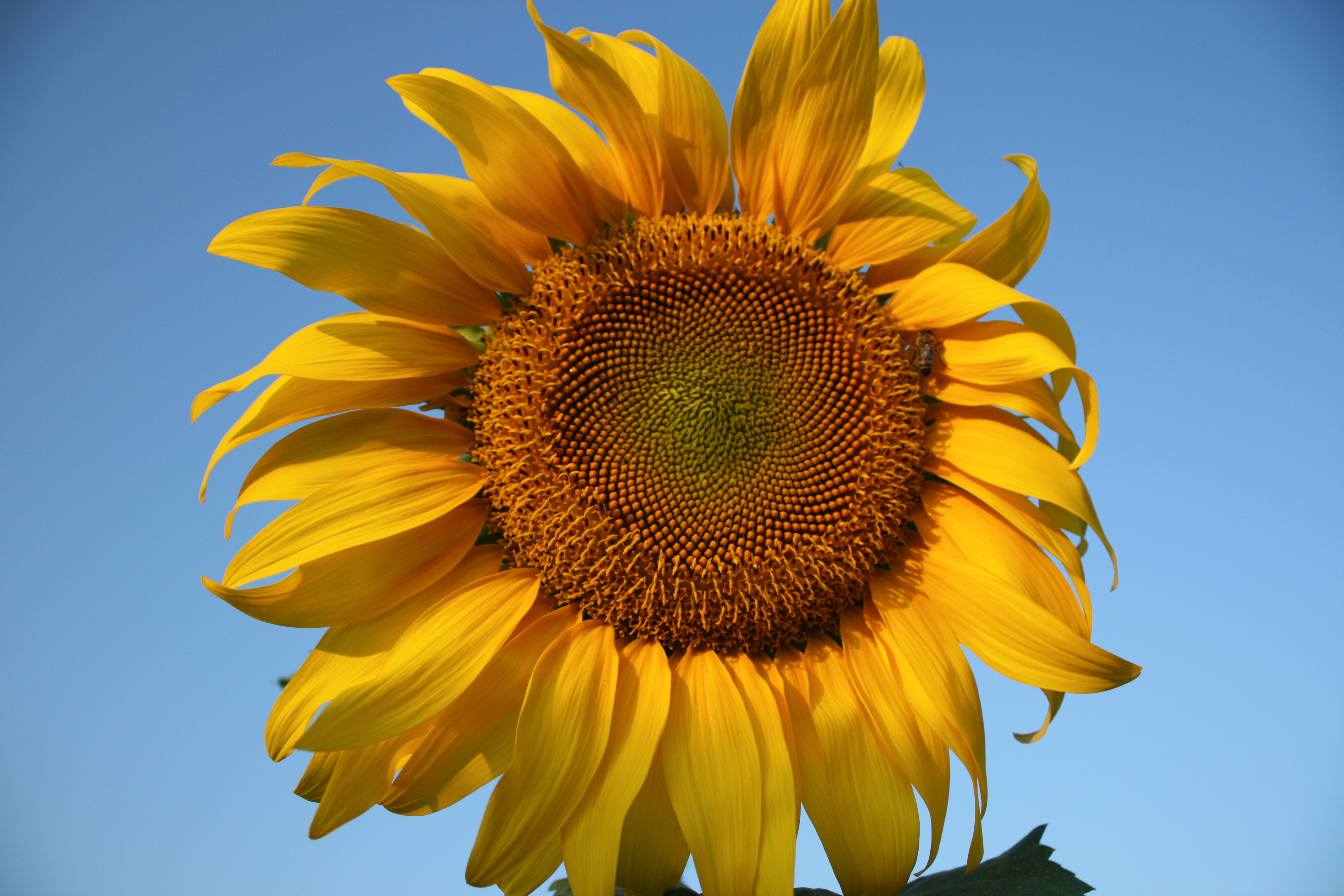
Суцвіття

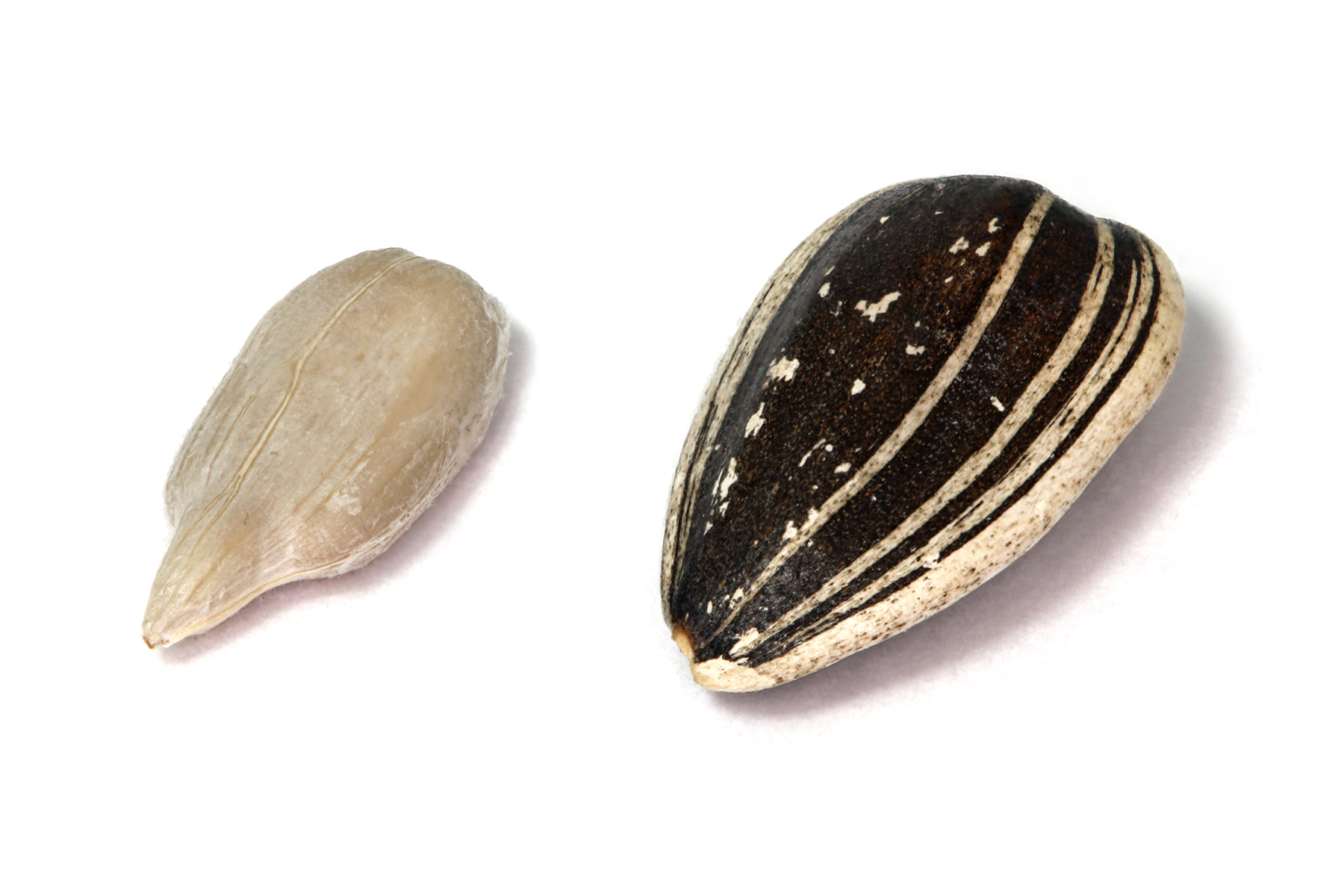
Плід

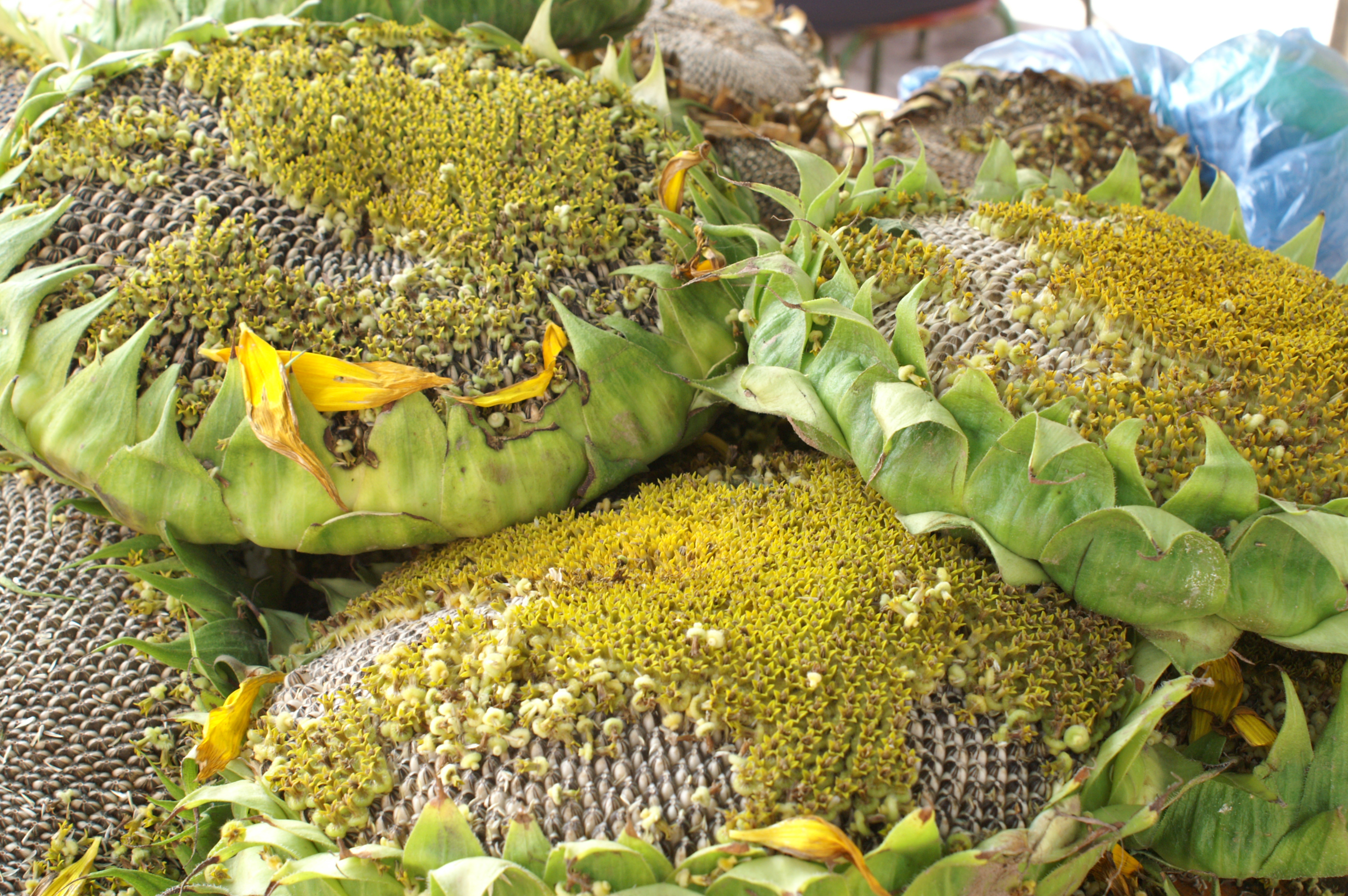
Сім'янка з оплоднем

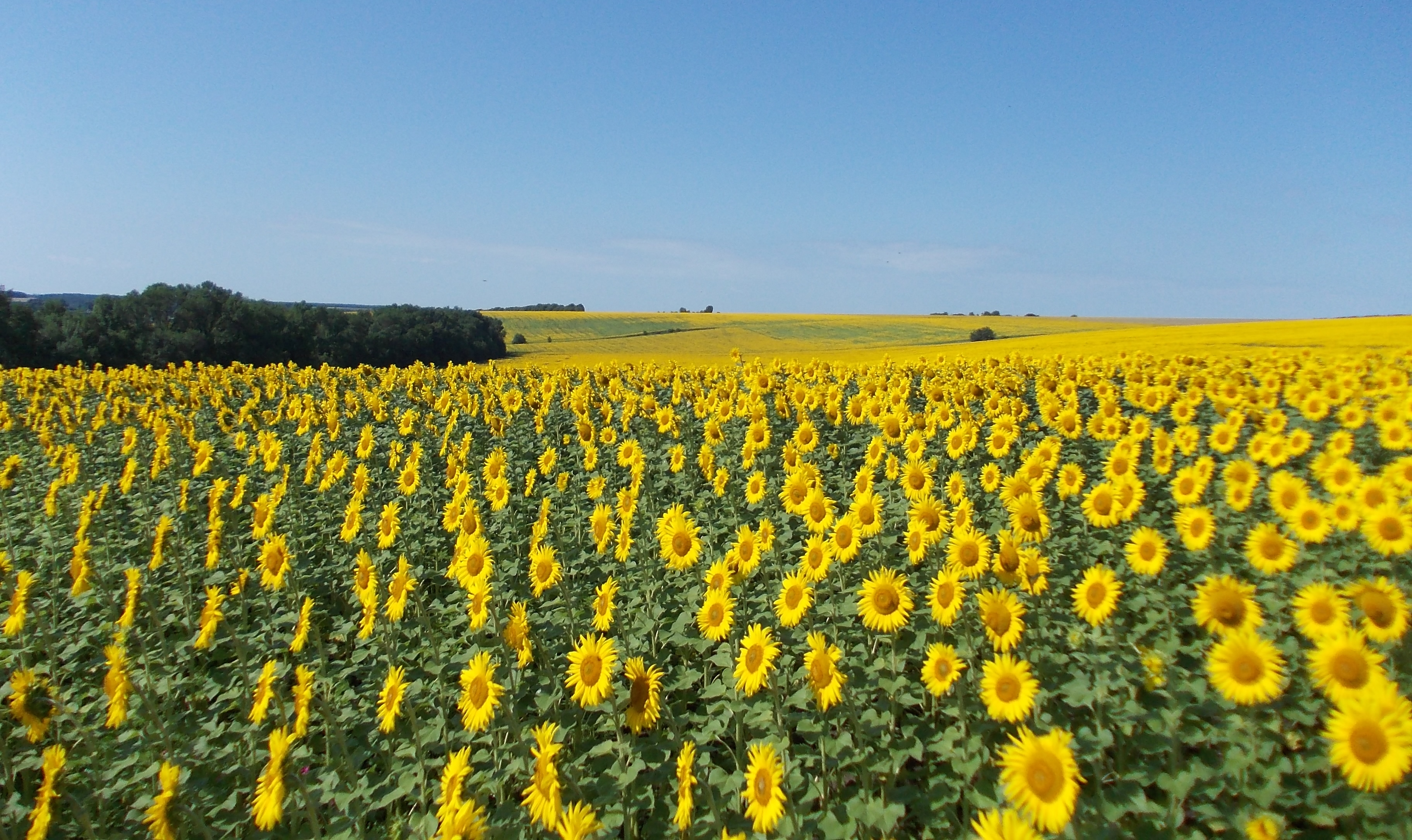
Соняшникове поле

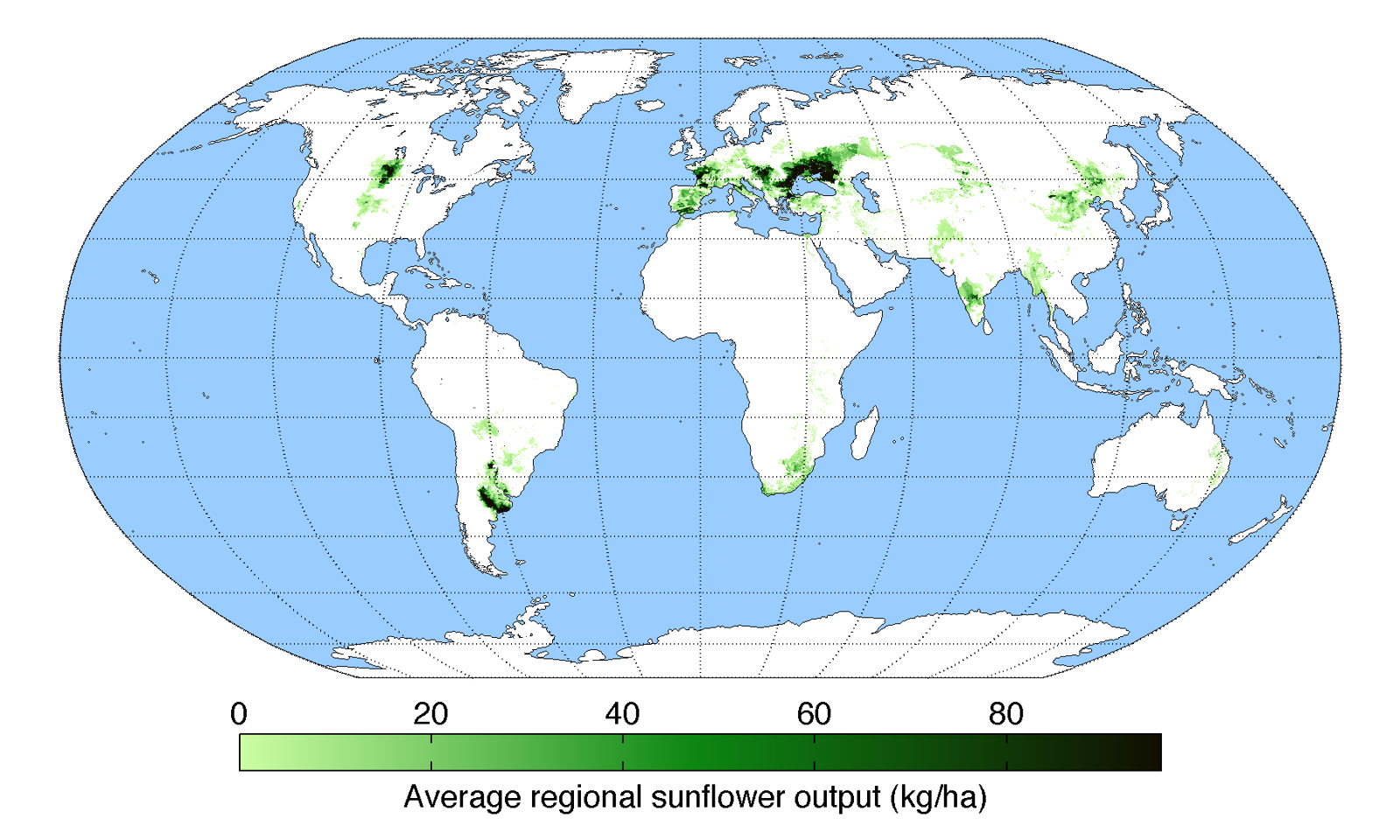
Продуктивність соняшнику по планеті

Стебло заввишки здебільшого 120—150 см, іноді 2-2,5 м, пряме, з губчастою серцевиною, іноді розгалужене.
Листки великі, овально-серцеподібні, черешкові. Нижні листки супротивні, решта — чергові.
Суцвіття — багатоквітковий кошик з плескатим або ледь випуклим диском. Кошики — на верхівках гілок. Рідко на верхівці стебла буває два кошики. Квіти в суцвітті двох видів. По краях кошика квітки без тичинок і маточки, утворюючи обгортку суцвіття із великих, яскраво-жовтих пелюсток. Всередині кошика розміщуються невеликі двостатеві трубчасті квітки жовто-коричневого кольору. Їхня кількість від сорту, та умов вирощування — до 1500 і більше. Цвітіння починається із країв кошика, і йде до середини суцвіття концентричними кругами. В перший день цвітіння з віночка виступають пиляки, наступного дня — приймочки і маточки. Тому цвітіння розділяється на дві фази, пиляковою і приймочковою. Явище різночасного дозрівання чоловічих та жіночих органів називається протерандрією, таким чином досягається уникнення самозапилення і забезпечується перехресне запилення. Зазвичай запилення відбувається у приймочковій стадії. За несприятливих умов квіти зберігають здатність до запилення до 2-х тижнів. Пилок може зберігатися ще довше. Самозапилення зустрічається вкрай рідко, зазвичай пилок переноситься комахами, найчастіше бджолами. Цвіте соняшник у липні-серпні і триває 20-30 днів, квіти розкриваються із самого ранку. Рекомендується підвозити пасіку до посівів соняшника для якісного та швидкого їх запилення, з розрахунку одну сильну бджолину сім'ю на 1-2 га посівів. Вулики потрібно розташовувати в центрі невеликого масиву, або по периметру великого, на відстані по 1,5-2 км між точка́ми. Із соняшника бджоли збирають нектар і пилок. Медопродуктивність близько 30 кг/га.
Плід — сім'янка з шкірястим оплоднем, що не зростається з насіниною. Цвіте з середини липня до кінця серпня. Вміст олії в насінні становить 47-52 %, а в ядрі 65-67 %.
Соняшник — теплолюбна і посухостійка рослина (її коріння дістає вологу з нижчих шарів ґрунту); для вирощування соняшника найпридатніші супіщані та суглинкові чорноземи.

## Сировина
З лікувальною метою збирають крайові квітки і молоді листки, сухі стебла і голівки рослини.
Промисловість виробляє соняшникову олію.

## Хімічний склад
У крайових квітках знайдено гіркі речовини, холін, бетаїн, тараксантин, каротин. Листки містять каротин (близько 11 мг/100 г), смолисті речовини та каучук (близько 0,6 %). Вміст олії в насінні становить 47-52 %. У соняшнику знайдено вуглеводи (близько 27 %), білкові (близько 20 %), фітин (2 %), органічні кислоти, дубильні речовини.

## Застосування

### У медицині
Препарати соняшника звичайного знаходять застосування в народній медицині як спазмолітичний засіб, в минулому їх використовували і як протималярійний засіб.
Соняшникова олія — цінний харчовий дієтичний продукт. У науковій медицині її використовують як розчинник для лікувальних речовин. Соняшникову та кукурудзяну олію вживають при жовчокам'яній хворобі, як жовчегінний засіб при холециститі, холангіті, холангіогепатиті.[джерело?]
Натщесерце випивають 2 столові ложки соняшникової олії, лягають на правий бік і кладуть під праве підребер'я гарячу грілку.
Олія повинна входити в меню 2-3 рази на тиждень як засіб профілактики і лікування атеросклерозу, а також як продукт, що сприяє перистальтиці кишки.
Як спазмолітичний засіб використовують спиртову настойку крайових квіток рослини. Беруть 1 частину подрібнених крайових квіток, заливають 5 частинами 70 % спирту і настоюють протягом 10 діб. Приймають настойку по 30-40 крапель 3-4 рази протягом доби за 30 хв до їжі. Вживають при ядусі, бронхоспазмі, тяжкому затяжному кашлі, кишкових та шлункових коліках.

### У харчуванні
Плоди — насіння вживають в сирому і підсмаженому вигляді. З насіння виготовляють олію.
Макуха йде на корм для худоби.

### У тваринництві
Макуха соняшника — поживний корм для худоби. Стебла соняшника йдуть на силос. Існують також кормові сорти соняшника, які вирощують на зелений корм і силос.

### У промисловості
Соняшникову олію використовують для технічних потреб (при виготовленні мила, лаків, фарб, лінолеуму тощо).
Із золи соняшника добувають поташ, калій, селітру; із стебел отримують пряжу, виготовлюють чемодани, картон; із квіток роблять витяжку, яка замінює хінін, яку вживають при малярії і грипі; висушена серцевина соняшника горить як селітра.

### Декоративне використання
Декоративні соняшники:
- Червоне сонечко

## Вирощування соняшника в Україні

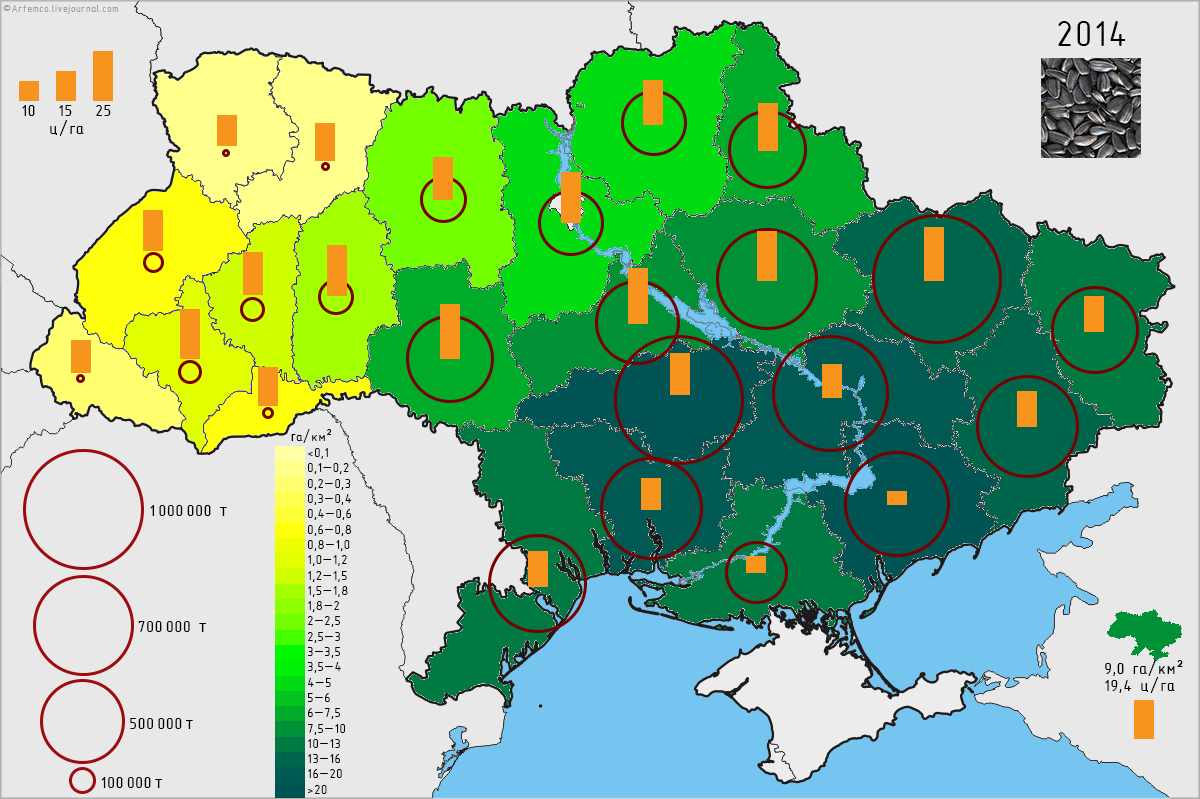
Виробництво соняшнику в Україні, 2014

В Україні буйний розвиток культури соняшника почався з початку 20 ст. Площа під цю культуру в 9 українських губерніях (у тис. га): 1881 — 9,9, 1911 — 33,5, 1913 — 76 (44 % усіх олійних і 19 % всіх технічних), головним чином у північно-східних і центральних степових районах. Значно більші були посіви соняшника на Кубані (1916—318) і Донщині, з яких Україна імпортувала соняшникову олію. Частка 9 українських губерній у засівній площі соняшника Російської Імперії — 7 %. У 1920-х роках його площа в УРСР зросла порівняно з 1913 у п'ятнадцять разів (на це вплинуло головним чином те, що соняшник став невіддільною частиною сівозміни) — до 1,2 млн га або 56 % площі під всіма технічними культурами, а питома вага в посівній площі у всьому СРСР збільшилася до 32 %. Після колективізації площа під соняшник в УРСР зменшилася до 720 000 га; на всіх українських землях вона становила близько 1,5 млн га, більше ніж половину засівів у всьому СРСР. Через надмірне поширення його врожайність зменшилася з 7,5 центнерів до першої світової війни до 5,5 центнерів у 1930-х pp. Після 1945 площа під соняшник деякий час не зазнавала змін (у тис. га: 1945 – 920, 1950 – 893, 1955 — 935), згодом знову збільшилася (1960 — 1505, 1965 — 1777, 1970 — 1 710, 1974 — 1 719), і тепер її можна вважати усталеною.
Вона займає 42 % площі під всіма технічними культурами (після цукрового буряка — 43 %), 93 % всієї площі, що її відводять під олійні культури, і 37 % посівів С. у всьому СРСР та 19 % світової. Площа під соняшником на всіх землях — разом з Кубанню (Краснодарський край; 370 000 га) і українською Слобожанщиною в РРФСР займає близько 2,5 млн га — перше місце у світі. Валовий збір соняшнику (1; в тис. т) та його урожайність у центнерах з 1 га (2) зазнавали в УРСР за останні роки таких змін:
| ×  | 1940 | 1946-50 | 1951-55 | 1956-60 | 1961-65 | 1968-70 | 1971-74 |
| 1. | 946  | 610     | 892     | 1 431   | 2 287   | 2 830   | 2 793   |
| 2. | 13,1 | 6,4     | 10,1    | 11,9    | 13,8    | 16,4    | 16,2    |

Таким чином, валовий збір соняшнику в УРСР становить 44-45 %. заг. сов. і 25 % світового; урожайність соняшнику в УРСР вища, ніж в усьому СРСР (15,5).
У 2004 р. в усьому світі було зібрано понад 17,7 млн т насіння соняшнику.

### Площі під культуру
Посіви соняшнику концентруються на території центрального і північного Степу, менше у Лісостепу; його не вирощують на Поліссі (докладніше див. карту).

### Сорти та гібриди
В Україні висівають такі сорти соняшнику: ВНИИ МК 1646, ВНИИ МК 6540, Армавірський 3497, Передовик, Маяк і Зеленка 368.
Але зараз основою промислового вирощування складають гібриди вітчизняних селекційних установ: Одеський селекційно-генетичний інститут, фірма «Сади України». Та зарубіжні фірми «Сингента», «Рустіка», «Піонер» та ін.
На 2007 рік створено гібриди соняшнику стійкі до трибенуронметилу та імадазалінону що дає можливість використовувати гербіциди для боротьби з широколистними бур'янами в посівах соняшнику.

## Цікаві факти
- Найвищий соняшник в світі виростили в Німеччині в 2009 році, його висота сягала 8,03 метри.[9]
- 8 серпня 2011 р в селі Плесецьке Васильківського району Київської області експертами був вирощений соняшник заввишки 4 м 17 см.[9]
- Найменший соняшник в Україні, який виріс у природних умовах, мав висоту 35 сантиметрів. Він виріс на узбіччі дороги Любешів-Люб'язь у 1992 році[10].
- Найбільший в Україні кошик соняшника, який мав діаметр 47 сантиметрів, виростив Абрамович Василь Миколайович на своєму городі в селі Люб'язь на Волині у 1995 році[11].
- 19019 Санфлауер — астероїд, названий на честь цих рослин[12] (англ. Sunflower — соняшник).

## Галерея
| Загальний вигляд | Соняшники | Плантація соняшника | Суцвіття | Головка соняшника |